# Certeza do direito
A certeza do direito é um princípio jurídico que veda a existência de lacunas nas normas necessárias à resolução de casos concretos em âmbito judicial, e que busca resguardar os sujeitos de direitos da "complicação dos dispositivos legais, excesso de legislação, a demora nos julgamentos, o direito livre como forma de instabilidade, a mutabilidade ou a multiplicidade indiscriminada das leis".
É consequência do princípio da segurança jurídica e constitui um dos pilares do Estado de Direito.